# Моносилицид кальция
Моносилицид кальция — бинарное неорганическое соединение кальция и кремния с формулой CaSi, серые кристаллы.

## Получение
- Непосредственно из элементов (в инертной атмосфере):

{\displaystyle {\mathsf {Ca+Si\ {\xrightarrow {1050^{o}C}}\ CaSi}}}

## Физические свойства
Моносилицид кальция образует серые кристаллы, ромбической сингонии, пространственная группа C mcm, a = 0,459 нм, b = 1,0795 нм, c = 0,391 нм, Z = 4.

## Химические свойства
- Разлагается горячей водой:

{\displaystyle {\mathsf {CaSi+4H_{2}O\ {\xrightarrow {\ }}\ Ca(OH)_{2}+SiO_{2}+4H_{2}}}}
- Реагирует с разбавленными минеральными кислотами.

{\displaystyle {\mathsf {3CaSi+6HCl+5H_{2}O\ {\xrightarrow {\ }}\ 3CaCl_{2}+SiH_{4}+H_{2}Si_{2}O_{5}+5H_{2}}}}